# فرات تانش
فرات تانش (بالتركية: Fırat Tanış)‏ هو ممثل تركي، ولد في 5 مايو 1975 بإسطنبول في تركيا.

## أعمال

### أفلام
- (2011) حدث ذات مرة في الأناضول[2]

## وصلات خارجية
- فرات تانش على موقع IMDb (الإنجليزية)
- فرات تانش على موقع ألو سيني (الفرنسية)
- فرات تانش على موقع ميوزك برينز (الإنجليزية)
- فرات تانش على موقع أول موفي (الإنجليزية)
- فرات تانش على موقع قاعدة بيانات الفيلم (الإنجليزية)
- فرات تانش على موقع كينوبويسك (الروسية)